# Halte de Chalmaison
La halte de Chalmaison (dite aussi Chalmaison - Everly) est une gare ferroviaire française de la ligne de Paris-Est à Mulhouse-Ville située sur le territoire de la commune de Chalmaison, dans le département de Seine-et-Marne en région Île-de-France.
Elle est mise en service en 1857 par la compagnie des chemins de fer de l'Est et fermée à une date indéterminée par la Société nationale des chemins de fer français (SNCF).

## Situation ferroviaire
Établie à 81 m d'altitude, la gare de Chalmaison était située au point kilométrique (PK) 93 de la ligne de Paris-Est à Mulhouse-Ville, entre les gares de Longueville (ouverte) et de Flamboin-Gouaix (fermée aux voyageurs, ouverte au fret).

## Histoire
La commune est sur le tracé de la ligne de Paris à Mulhouse. De février à juin 1856, deux locomotives sont présentes pour les importants transports de matériaux nécessités par la « tranchée de Chalmaison ». Ce chantier contourne le village de Chalmaison sur une longueur de trois kilomètres ; la tranchée a une profondeur moyenne de sept à huit mètres pour un maximum de 18 m et les matériaux déplacés représente un cubage d'environ 500 000 m3. Alors que l'ouverture approche, elle est prévue pour mars ou avril 1857, le conseil d'arrondissement de Provins demande de revenir sur le choix de l'installation d'une station à Chalmaison car il préférerait qu'elle soit à Flamboin. Le Conseil général du département approuve la création des stations de Nangis, Maison-Rouge et Longueville mais, contre l'avis du préfet, il confirme qu'il aurait préféré une station à Flamboin plutôt qu'à Chalmaison. Pour Longueville et Chalmaison, situées sur des portions de voies établies dans de profondes tranchées et à l'écart du village, il est demandé que la rampe d'accès aux quais ne dépasse pas 0,04 cm/m et que les travaux des chemins permettant l'accès aux stations soient pris en charge, au moins partiellement par la compagnie.
La compagnie des chemins de fer de l'Est met en service la station lors de l'ouverture au service commercial, le 25 avril 1857, de la section de Nangis à Chaumont. 

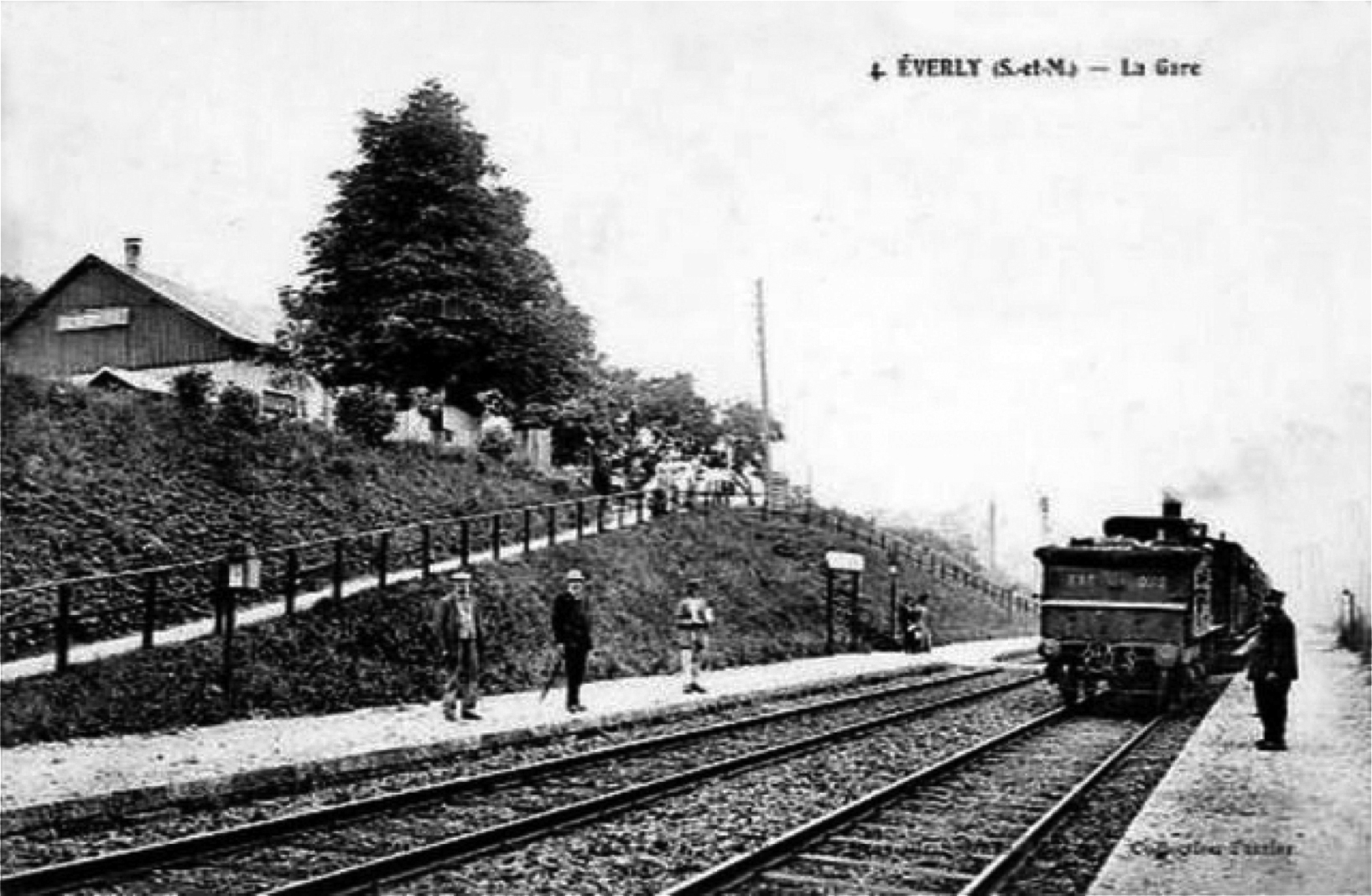
La gare vue du quai extérieur vers 1900. On aperçoit le bâtiment voyageurs en haut de la tranchée, les descentes et le passage planéifié.

En 1866, le prix des places pour Paris au départ de la station est de 9,35 fr en première classe, 6,95 fr en deuxième classe et 5,00 fr en troisième classe. En 1877, les tarifs passent à 10,25 fr en première classe, 7,60 fr en deuxième classe et 5,50 fr en troisième classe pour une distance de 93 km de la capitale. Le tarif était identiques à celles des deux autres gares limitrophes.
En 1867, lors d'une séance du « Sénat et du Corps législatif », les membres de ce dernier évoquent un projet qui visait à créer une ligne directe de Chalmaison aux Ormes-sur-Voulzie qui, avec la ligne déjà existante de Longueville à Provins, formerait une ligne plus importante. Cependant, ce projet, qui doit être mis en place avec d'autres lignes environnantes (Paris - Mulhouse, Provins - Longueville, Gouaix - Montereau), connait un enlisement administratif qui lasse les populations concernées. De plus, pour sa réalisation, il aurait fallu finalement s'arrêter à Longueville et reprendre un autre train jusqu'à Montereau afin de partir de Provins, et le temps pour atteindre Paris aurait été trop long. Il s'agit de l'unique autre projet qui concerna la halte de Chalmaison.

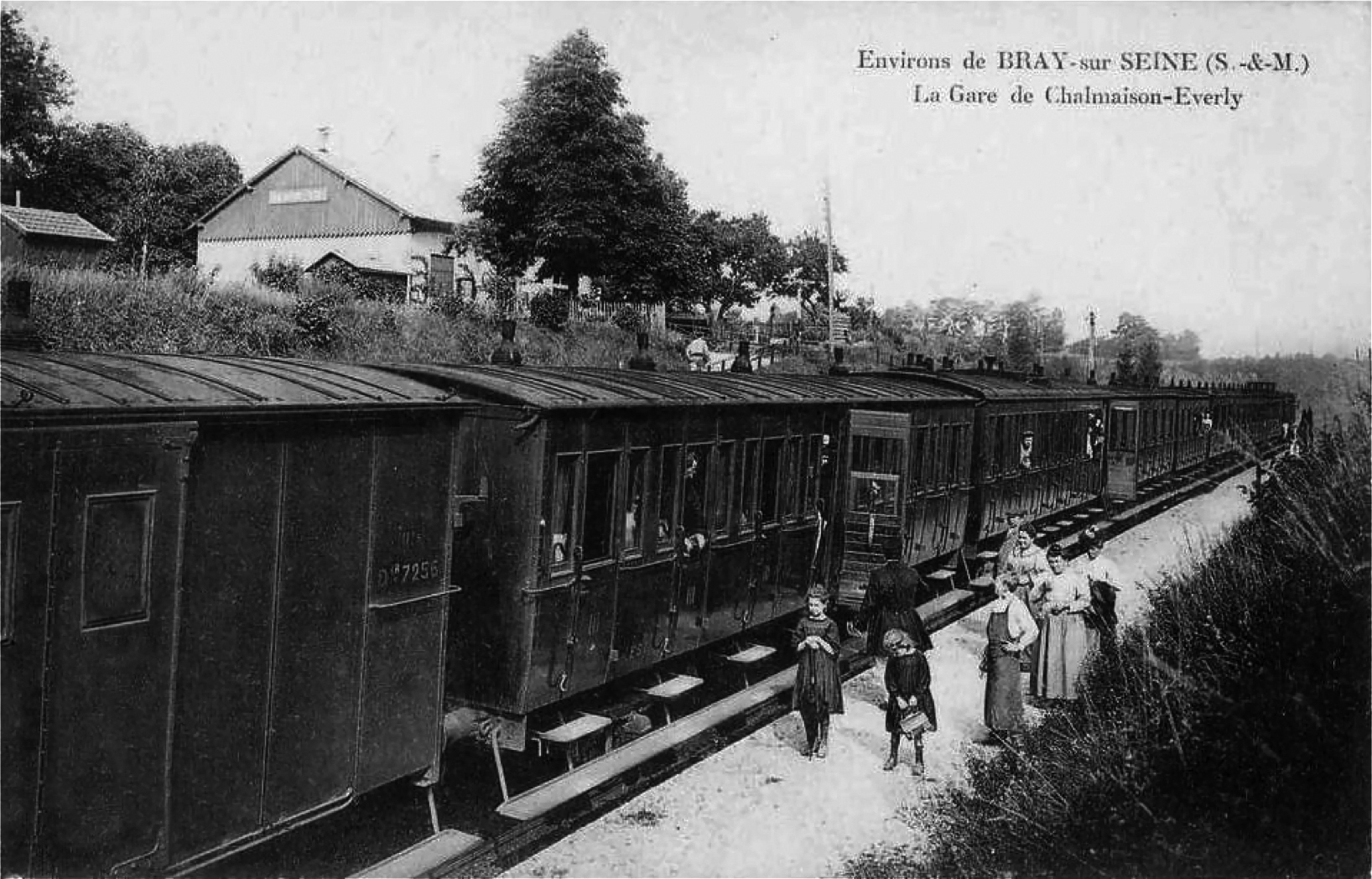
Avant 1914, un train est arrêté en gare avec des habitants sur le quai posant pour le photographe. Le bâtiment voyageurs est visible en haut de la tranchée.

La gare était desservie par les trajets effectués entre Paris et les grandes villes de la ligne Paris - Mulhouse. On apprend cependant que sa situation permit d'être desservie par la ligne Provins - Troyes (feuille de Provins de 1887) et la ligne Provins - Montereau qui sera plus tard Provins - Melun (fiche horaire 1911),.
Dans sa session de 1893, le conseil d'arrondissement de Provins, constate qu'il y a environ 16 000 voyageurs qui fréquentent la gare chaque année et qu'il n'y a pas d'abri de quai. Le Conseil général souscrit au vœu pour la construction d'un abri adressé à la compagnie. Monsieur Penancier fait remarquer que cette station a une installation provisoire depuis quarante ans et qu'il serait temps de demander une station définitive avec de meilleures infrastructures. Cet avis est ajouté à la demande faite à la compagnie. Le ministre des Travaux publics répond, par une dépêche du 25 janvier 1894, qu'il ne peut être donné suite à cette demande du fait du faible mouvement de voyageurs dans cette gare. Devant l'insistance de membres du conseil, le ministre, dans une dépêche du 17 novembre 1902, présente les arguments de la compagnie. Celle-ci constate que sur le quai opposé à celui du bâtiment voyageurs, en direction de Troyes, le nombre de passagers au départ se situe entre 1 306 et 1 419, ce qui représente une moyenne d'un voyageur pour trois trains. Elle prévoit également une baisse de cette fréquentation du fait d'une prochaine mise en exploitation du tramway à voie métrique de Jouy-le-Châtel à Bray-sur-Seine ; elle pourrait accepter la demande si elle n'avait pas à supporter le coût des travaux.
En mai 1906, c'est le Conseil municipal d'Everly qui réalimente l'affaire de l'abri et des installations en demandant que des réparations urgentes soient faites sur les installations. Le Conseil général relaie la demande à l'administration en ajoutant qu'il y a un réel danger pour les voyageurs notamment du fait de la vétusté d'un escalier. Fin septembre, la réponse du ministre est de nouveau négative ; il souligne que l'escalier offre la sécurité nécessaire depuis la consolidation de sa rampe de gauche fin mai et ajoute, outre son rappel du faible nombre de voyageurs susceptibles d'utiliser l'abri demandé, que ceux-ci ont peu de temps à patienter sur ce quai puisque l'arrêt des trains est rarement supérieur à une minute et qu'il n'y a ordinairement pas de croisement dans la gare. Lors de sa délibération du 30 septembre 1909, le Conseil général décide de ne plus soutenir le vœu pour l'établissement d'un abri.
La gare était aussi desservie par un service d'omnibus qui allait à Bray-sur-Seine et qui faisait trois départs par jour à 11 h, 15 h 30 et 21 h au début du siècle. En 1913, il fit des départs à 10 h 20, 17 h et 21 h.

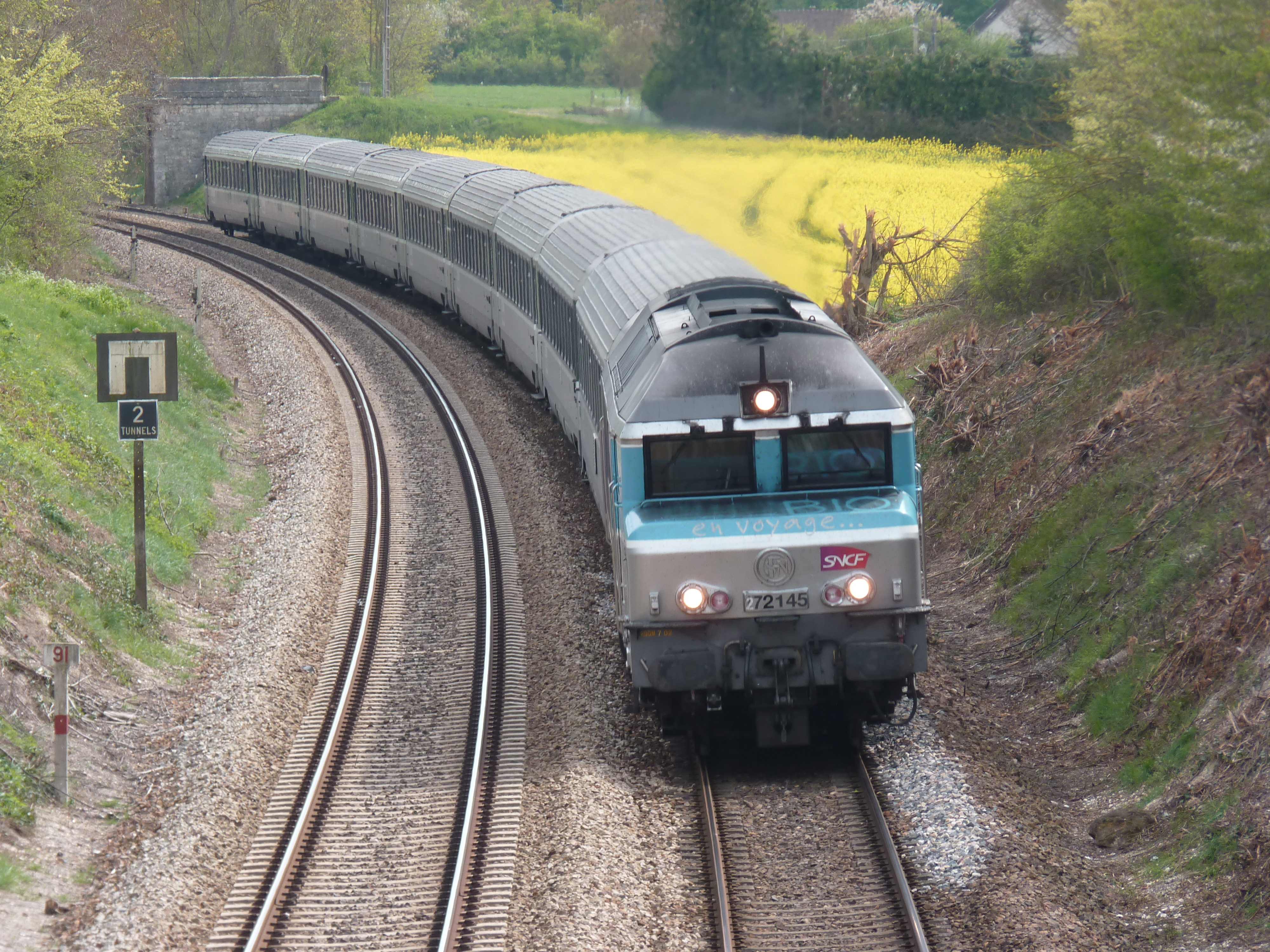
La locomotive CC 72145 tractant un intercités à destination de la gare de l'Est passe à Chalmaison au kilomètre 91.

La date de la fermeture de la gare au service des voyageurs n'est pas connue. On peut situer celle-ci entre 1941 et 1956 ; en effet, il est fait mention d'un chef de gare en 1937, Monsieur Larchée. La halte figure comme desservie par des trains dans l'indicateur Chaix de 1941, mais ne l'est plus en 1956.

## Le bâtiment voyageurs
La halte de Chalmaison avait comme particularité d'être faite en bois, sans doute en raison de la faible importance de l'arrêt. Autre particularité du bâtiment voyageurs, il était plus difficile d'accès que ceux de la plupart des autres gares car il ne se situait pas le long des voies mais était plus haut, au-dessus d'un talus. Sur une carte postale de 1914, on aperçoit la gare qui est entourée d'herbes folles et d'arbres ; on peut voir aussi un chemin sommaire reliant la gare au bâtiment. Sur une autre carte postale datant d'avant 1906, on voit le café de la gare qui permettait aux voyageurs d'attendre patiemment de train. 
Depuis le bâtiment fut détruit et un espace de recyclage des déchets verts occupe actuellement son emplacement.